# بخش گرینویچ (شهرستان هرون، اوهایو)
بخش گرینویچ (به انگلیسی: Greenwich Township) یک منطقهٔ مسکونی در ایالات متحده آمریکا است که در شهرستان هیورن، اوهایو واقع شده‌است.
 بخش گرینویچ ۶۴٫۸ کیلومتر مربع مساحت و ۱٬۰۴۴ نفر جمعیت دارد و ۳۱۸ متر بالاتر از سطح دریا واقع شده‌است.